# 76:14
Albums de Global Communication
Pentamerous Metamorphosis
(1993) Remotion: The Global Communication Remix Album
(1995)
76:14 est le titre du deuxième album studio du groupe de musique électronique Global Communication. D'abord publié sur le label Dedicated Records le 1er juin 1994, l'album est réédité à plusieurs occasions, dont la dernière en 2005.
Le titre de l'album correspond à la durée totale de l'enregistrement en minutes et secondes. De même, le titre de chaque morceau de l'album correspond à sa durée. Le duo explique dans les notes de la pochette que cela vise à éviter de donner une signification particulière à la musique, laissant ainsi à l'auditeur toute liberté d'interpréter la musique selon son imagination. Le morceau "14 31" était déjà sorti auparavant sur The Cyberdon EP du duo Mystic Institute, composé de Mark Pritchard et du musicien Paul Kent, sous le titre "Ob-Selon Mi-Nos (Repainted By Global Communication)".
En 2005, l'album est réédité avec un disque bonus contenant des singles publiés avant et après l'album original de 1994, ainsi qu'un packaging amélioré et de nouvelles notes d'accompagnement du groupe. De façon notable, les morceaux bonus s'inscrivent davantage dans un style house et techno d'inspiration jazz, quand l'album originel fait la part belle à l'ambient. Les morceaux "Incidental Harmony" et "Sublime Creation", inclus dans cette réédition, figurent à l'origine sur un 12" vendu avec l'édition originale de l'album en vinyle.

## Réception critique
En 2007, 76:14 figure dans la liste des 1,000 Albums to Hear Before You Die (1 000 albums à écouter avant de mourir) de The Guardian, qui le décrit comme un « chef-d'œuvre hors du temps incroyablement beau ». En 1996, Mixmag classe l'album au onzième rang de sa liste des "meilleurs albums de dance de tous les temps".

## Liste des morceaux
| 1.    | 4 02  | 4:02  |
| 2.    | 14 31 | 14:31 |
| 3.    | 9 25  | 9:25  |
| 4.    | 9 39  | 9:39  |
| 5.    | 7 39  | 7:39  |
| 6.    | 0 54  | 0:54  |
| 7.    | 8 07  | 8:07  |
| 8.    | 5 23  | 5:23  |
| 9.    | 4 14  | 4:14  |
| 10.   | 12 18 | 12:18 |
| 76:14 |       |       |